# Паметник на Тодор Кирков
Паметникът на Тодор Кирков се намира в град Ловеч на едноименния площад в Архитектурно-историческия резерват „Вароша“ в непосредствена близост до Покрития мост.
Издигнат е от признателните граждани в памет на ловешкия гражданин Тодор Кирков, националреволюционер и участник в Априлското въстание (1876). Намира се на точното място на тогавашния площад „Табашки“, където Тодор Кирков е обесен от турските власти на 24 юни 1876 г.
Проекта е на скулптора Арнолдо Дзоки, а изпълнението на архитект Борис Шатц. Поръчан е от Ловчанския кометет по издигане на паметника. За строежа е използван камък от каменната кариера на с. Радювене.
Силуетът на паметника наподобява морена. На лицевата страна е монтиран метален барелеф с фигурата на Тодор Кирков. Под него е текст с метални букви и глава на лъв, от която изтича вода в каменно корито. На обратната страна е поставена метална плоча е имената на ловчанските граждани, загинали в националреволюционните борби и в хода на битката при Ловеч по време на Руско-турската война (1877-1878). В основата са вградени тленните останки на Тодор Кирков.
Паметникът е осветен от ловешките свещеници. Открит е от председателя на комитета по издигането професор Параскев Стоянов на 24 юни 1902 г. за 25-годишнината от обесването на Тодор Кирков.